# Cyané (nymphe)
Pour les articles homonymes, voir Cyané.

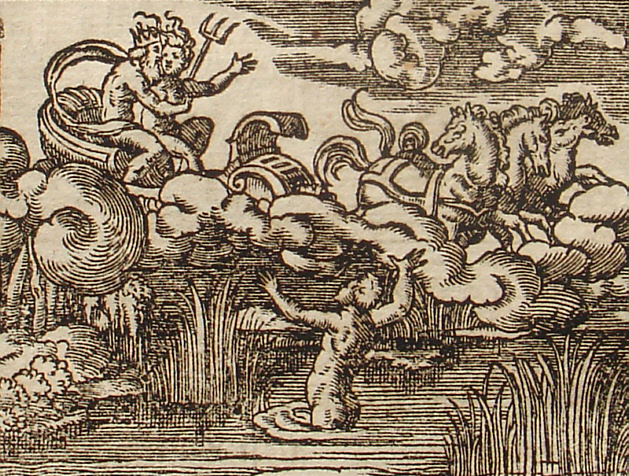
Cyané en larmes se changeant en fontaine, illustration des Métamorphoses d'Ovide par Virgil Solis.

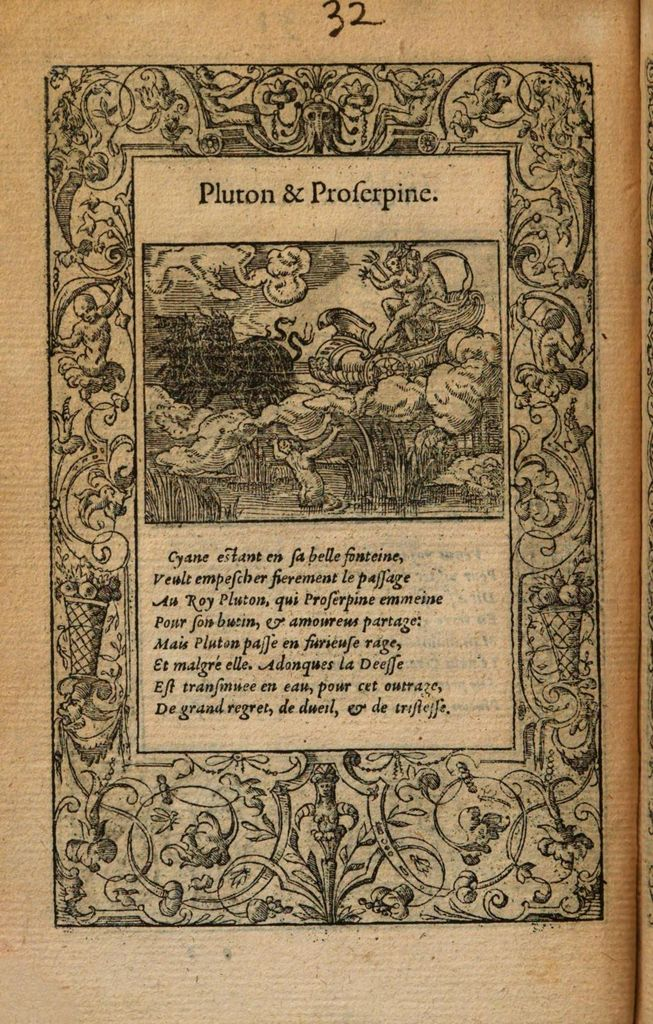
Estampe de Bernard Salomon faisant partie de l'édition de 1564 de La Métamorphose d'Ovide figurée, publiée par le typographe français Jean de Tournes. L'illustration montre Cyané qui tente d'empêcher Pluton d'enlever Proserpine et qui, ne parvenant pas à sauver son amie, se dissout dans les larmes et se fond dans son bassin.

Dans la mythologie grecque, Cyané (en grec ancien : Κυανῆ / Kyanê, en français : « la bleue ») est une naïade de Sicile. Le lac et le fleuve qu'elle habite porte son nom.
Ovide raconte qu'elle s'oppose à Hadès lors du rapt de Perséphone et est transformé en lac par le dieu des Enfers. Les Syracusains immergeaient chaque année des taureaux, comme Héraclès l'avait fait au retour d’Eryx,. 
Plutarque évoque une autre syracusaine nommée Cyané, fille de Cyanippos, qui est violée par son père qu'elle tue pour se conformer à l’oracle, puis se suicide. Il pourrait s'agir d'une réécriture grecque d'un mythe indigène.
Une autre Cyané, fille de Liparos, fondateur mythique de Lipari, est aussi l'épouse de Éole.